# تیم ملی فوتبال میانمار
تیم ملی فوتبال میانمار نماینده کشور میانمار در مسابقات بین‌المللی و آسیا است که زیر نظر فدراسیون فوتبال میانمار فعالیت می‌کند.
اولین بازی رسمی این تیم در تاریخ ۶ مارس ۱۹۵۱ میلادی در برابر تیم ملی فوتبال ایران برگزار شده است.
این تیم در سال ۱۹۶۸ در جام ملتهای آسیا در مکان دوم جدول قرار گرفته است
در آن سال که مسابقات جام ملتهای آسیا در مرحله نهایی با حضور پنج تیم به صورت گروهی ایران برگزار شد تیم ایران با کسب ۸ امتیاز از چهار برد قهرمان شد و تیم میانمار (برمه) با ۵ امتیاز از چهار بازی دوم شد